# Tadeusz Sawicz
Tadeusz  Władysław Sawicz (Varsavia, 13 febbraio 1914 – Toronto, 19 ottobre 2011) è stato un militare e aviatore polacco, che fu un pilota da caccia durante il corso della seconda guerra mondiale  con 3½ vittorie, 3 aerei danneggiati. Insignito della Croce di Cavaliere dell'Ordine Virtuti militari n.9381.

## Biografia
Nacque a Varsavia il 13 febbraio 1914 figlio di Władysław e Helena Makowska. Dal 20 settembre 1933 si arruolò nell'esercito polacco completò il corso unico presso la Scuola cadetti di fanteria di Zambrów e poi, il 5 gennaio 1934, iniziò gli studi presso la Scuola cadetti della riserva dell'aviazione di Dęblin. Completato il corso il 25 settembre, fece domanda per l'ammissione alla Scuola ufficiali d'aviazione di Dęblin, iscrivendosi al secondo anno della successiva 9ª promozione. L'intero corso fu completato dal 1 ottobre 1934 al 15 ottobre 1936.
Il 15 ottobre 1936 fu promosso sottotenente pilota e iniziò a prestare servizio nella 111 Eskadra Myśliwska a Varsavia, e alla fine di ottobre 1937 fu trasferito alla 114 Eskadra Myśliwska a Okęcie.  Nell'ambito della mobilitazione, lasciò Okęcie con l'unità e volò al campo di aviazione di Poniatów, vicino a Jabłonna, il 30 agosto 1939.  Già nel primo giorno di guerra, abbatté uno dei Messerschmitt Bf 109 (come confermato da fonti tedesche), che invece gli fu accreditato solo come danneggiato, insieme al sottotenente Bogusław Mierzwa.   Il 4 settembre divenne vicecomandante della 114 Eskadra Myśliwska dopo il tenente Jerzy Szałowski fu abbattuto e rimase gravemente ferito.  Il 5 settembre, nel pomeriggio, abbatté un Dornier Do 17 della 7./KG 3, mentre il 6 settembre attaccò dei bombardieri reclamando l'abbattimento di uno Junkers Ju 86 e il danneggiamento di uno Ju 86 e di un Do 17 ciascuno (in realtà, tutti questi velivoli dovevano essere Do 17, poiché gli Ju 86 non parteciparono alla campagna di settembre).
Dal 4 settembre 1939 fu vice comandante della 114 Eskadra Myśliwska. Il 14 settembre 1939 decollò con un caccia PZL P.11c dall'aeroporto di Poniatowa con l'incarico di consegnare degli ordini al generale di divisione Juliusz Rómmel, comandante della neocostituita Armata "Warszawa".  In quello stesso giorno atterrò nella città assediata presso l'aeroporto di Mokoto con un aereo leggermente danneggiato.  Dopo aver completato l'incarico e aver ricevuto una risposta dal comando della città, intraprese la missione di consegnare la corrispondenza allo stato maggiore del maresciallo Edward Śmigły-Rydz.  A causa delle condizioni meteorologiche sfavorevoli, atterrò in una zona diversa e solo il giorno successivo decollò alla volta di Młynów, l'ultimo campo d'aviazione conosciuto della Brygada Pościgowa.  Non vi trovò la 114 Eskadra Myśliwska, ma incontrò il comandante della base aerea n. 1, il maggiore Franciszek Ratajczak. Quest'ultimo prese in consegna da lui la risposta di Rómmel al Comandante in Capo e incaricò il pilota di trasmettere un ordine per la Brigata Bombardieri.  Dopo aver eseguito l'ordine di Ratajczak, tornò alla 114 Eskadra Myśliwska.  Dopo l'invasione sovietica della Polonia, il 17 settembre, guidò le quattro squadriglie di PZL P.11 sopravvissute dall'aeroporto di Petlikowce a Chernivtsi, in Romania.
Dopo aver ottenuto il passaporto presso l'ambasciata polacca di Bucarest, attraversò legalmente la Jugoslavia e l'Italia fino alla Francia, attraversando il confine a Modane il 7 ottobre 1939.  Il giorno successivo fu inviato al luogo di raccolta di Parigi, da dove fu successivamente trasferito all'Armée de l'air presso il centro di formazione e addestramento di Lione-Bron.  Il 3 giugno 1940 entrò a far parte di un gruppo di caccia sotto il comando del tenente Aleksander Gabszewicz, che fu incorporato nel Groupe de Chasse III/10 a Deauville.  Durante la campagna di Francia partecipò più volte ai combattimenti volando con i caccia Bloch MB 152, ma non entrò mai in combattimento.  Dopo la capitolazione dei francesi, il 21 giugno, volò sul suo Bloch ad Algeri, poi arrivò in treno a Casablanca.  Da lì, in un gruppo più numeroso di piloti polacchi, a bordo di una nave britannica, arrivò a Liverpool, in Inghilterra, il 17 luglio 1940. Completò l'addestramento sugli Hawker Hurricane presso la No.5 Operational Conversion Unit ad Aston Down, il 20 ottobre 1940 fu trasferito al No.303 Polish Fighter Squadron "Tadeusz Kościuszko".  Negli ultimi giorni di ottobre riuscì a prendere parte a voli di combattimento nel corso della battaglia d'Inghilterra.
Il 20 febbraio 1941 fu trasferito al No.316 Polish Fighter Squadron "Warszawa", formato sugli Hawker Hurricane Mk.I presso la base RAF Pembrey nel Galles. Il 9 aprile 1941, durante un volo di pattugliamento sulla costa lungo linea Linney Head - Skomer Island Sawicz insieme al sottotenente Bohdan Anders, abbatté un bombardiere Heinkel He 111 nei pressi di St Anne's Head che, sotto il fuoco delle difese antiaeree aveva sganciato una bomba su una nave britannica. 
Il 14 novembre 1941 assunse il comando della Flight A del No.316 Polish Fighter Squadron, che nel frattempo era stato riequipaggiato con gli Hurricane Mk.II, e che a metà ottobre ricevette i Supermarine Spitfire Mk.V. Il 6 giugno 1942 fu assegnato all'unità di addestramento al combattimento del No.58 Operational Training Unit a Grangemouth come Istruttore per i piloti da caccia.  Il 25 settembre 1942 tornò in combattimento assumendo il ruolo del maggiore Mieczysław Wiórkiewicz come comandante del No.315 Polish Fighter Squadron "Dębliński", equipaggiato con gli Spitfire Mk.V.
Alla fine del novembre 1942 il reparto ricevette gli Spitfire Mk IX, e su uno di essi, il 4 aprile 1943, mentre volava per scortare 70 Boeing B-17 Flying Fortress di ritorno dai bombardamenti su obiettivi a Billancourt, danneggiò un Focke-Wulf Fw 190 sul canale della Manica.  Il 16 aprile 1943 fu trasferito alla posizione di ufficiale tattico, cioè di vicecomandante del 1st Fighter Wing a Northolt, allora al comando del maggiore Wojciech Kołaczkowski. Dal 3 luglio 1943 divenne ufficiale di collegamento presso la sede del No.12 Fighter Group RAF a Watnall, e dal 18 ottobre 1943 fu nuovamente istruttore per i piloti da caccia presso la No.61 Operational Training Unit (61 OTU) in Rednal.  Il 3 marzo 1944 fu inviato per uno stage presso il quartier generale del IX Air Support Command della RAF Middle Wallop, una formazione subordinata alla 9th Air Force dell'USAAF, che consisteva in squadroni di ricognizione, trasporto e bombardieri tattici.  Entro il 24 marzo, aveva effettuato diversi voli locali lì a bordo di Fairchild, L-5 Sentinel e  caccia Republic P-47 Thunderbolt.  Chiese il trasferimento in un'unità da combattimento dell'USAAF e il 20 aprile 1944 fu assegnato al 61st Fighter Squadron, 56th Fighter Group, 8th Air Force. L'unità era di stanza alla base di Boxted ed era equipaggiata con i P-47 Thunderbolt.
A partire dal 30 marzo 1944 andò in combattimento sul P-47, e il 21 maggio, dopo aver volato per coprire i bombardieri che attaccavano obiettivi nella zona del Pas de Calais, abbatté un Fw 190 (non compreso nella cosiddetta lista Bajan) sopra Rouen. Il 24 maggio distrusse una locomotiva e l'8 giugno un camion, ma fu anche il suo ultimo volo sul P-47, di cui effettuò un totale di 26 missioni, di cui 16 di combattimento e 10 di addestramento. Il 15 giugno 1944 fu richiamato a Coltishall come comandante del 3rd Polish Fighter Wing. Il 10 ottobre 1944 fu trasferito alla posizione di comandante di volo del 131st Fighter Wing, parte della 2ª Tactical Air Force in Belgio, presso l'aeroporto di Sint-Denijs-Westrem vicino a Gand. Fino alla fine della guerra il 131st Fighter Wing (No.302 Polish Fighter Squadron Poznań, al No.308 Polish Fighter Squadron "Krakowskie" e al No.317 Polish Fighter Squadron "Wileński", effettuò missioni tattiche, distruggendo obiettivi terrestri con bombe e le armi di bordo. Mantenne questo incarico fino al 16 luglio 1945, quando assunse per la seconda volta il comando del 3rd Fighter Wing ad Andrews Field. Dal 28 novembre 1945, con il No.303 Polish Fighter Squadron, fu di stanza in Scozia: prima a Turnhouse, vicino a Edimburgo, e dal 4 gennaio 1946 nella base RAF Wick, situata nella parte più settentrionale del Regno Unito. Nel marzo 1946 divenne comandante della No. 61 OTU, mantenendo questo incarico per oltre un anno. Dopo lo scioglimento delle unità polacche nel Regno Unito, decise di non rientrare in Polonia, dove si era insediato un governo comunista, ma di rimanere in esilio. Fu smobilitato il 24 febbraio 1948 con il grado polacco di maggiore e quello britannico di Capo squadriglia. Inizialmente rimase nel Regno Unito, anche se pensò di emigrare in Sud America. Si stabilì a Hurst Farm nell'Hampshire e si dedicò all'agricoltura. Nell'agosto 1952 ottenne la cittadinanza britannica. Nel novembre 1957 emigrò in Canada, stabilendosi inizialmente a Montreal, e poi a Etobicoke. Ritornò al mondo all'aviazione lavorando, tra l'altro, per le compagnie aeree Wheeler e Nordair.  Il 3 maggio 2006, per decisione del Presidente della Repubblica di Polonia Lech Kaczyński, fu promosso generale di brigata. Morì in una casa di cura a Toronto il 19 ottobre 2011. La salma fu successivamente tumulata nel Cimitero militare Powązki a Varsavia (sezione C30-X-18b).

### Annotazioni
1. ↑  L'osservatore dell'Heinkel deciso di ringraziare a modo suo il pilota del caccia per non aver sparato ai membri dell'equipaggio sopravvissuti dopo aver abbattuto l'aereo, dando loro la possibilità di sopravvivere. Volontariamente gli inviò qualcosa di simile a un trofeo di guerra. Pochi giorni dopo, il 16 aprile, Sawicz ricevette una lettera dall'ufficiale dell'intelligence britannica al Pembroke Dock della RAF, che lo informava che l'osservatore aveva restituito il "gabbiano" della Luftwaffe, cucito sui risvolti del colletto come designazione di grado.
2. ↑  In questo reparto militarono piloti polacchi già noti a Sawicz. Capitano Bolesław Gładych, capitano Tadeusz Andersz, capitano Witold Łanowski, capitano Kazimierz Rutkowski e il capitano Zbigniew Janicki. Responsabile di far volare i piloti polacchi disposti a volare in questa particolare unità dell'USAAF era il maggiore Francis Gabrenski, americano di origine polacca.

### Fonti
1. 1 2 3 4 5 6 7 8 9 10 11 12 13 14 15 16 17 18 19 20 21 22 23 24 25 26 27 28 29 30 31 32 33 34 35 36 37 38 39 40 41 42 43 44 45 46 47  Polish Air Force.
2. ↑  (PL) "Lista Bajana", su polishairforce.pl.
3. 1 2 3 4  Shores 2004, p. 522.
4. ↑  All Spitfire Pilots.
5. 1 2 3 4 5 6 7 8 9 10  Air Crew Remembered.
6. 1 2 3 4 5 6  Telegraph.
7. 1 2 3  The News.